# Vermichiton vermiculus
Vermichiton vermiculus är en blötdjursart som beskrevs av Kaas 1991. Vermichiton vermiculus ingår i släktet Vermichiton och familjen Ischnochitonidae.
Artens utbredningsområde är Nya Kaledonien. Inga underarter finns listade i Catalogue of Life.